# Jaka Bijol
Jaka Bijol (ur. 5 lutego 1999 w Vuzenicy) – słoweński piłkarz, grający na pozycji środkowego obrońcy lub defensywnego pomocnika we włoskim klubie Udinese Calcio oraz w reprezentacji Słowenii. Uczestnik Mistrzostw Europy 2024

## Kariera klubowa
Swoją karierę piłkarską Bijol rozpoczynał w juniorach takich klubów jak: NK Dravograd (do 2014) i NK Bravo (2014-2017). W 2017 roku został zawodnikiem NK Rudar Velenje. 16 lipca 2017 zadebiutował w jego barwach w pierwszej lidze słoweńskiej w wygranym 2:1 domowym meczu z NK Domžale. W Rudarze grał przez rok.
1 lipca 2018 Bijol został piłkarzem CSKA Moskwa, który zapłacił za niego kwotę 400 tysięcy euro. Swój debiut w CSKA zaliczył 31 lipca 2018 w zremisowanym 0:0 wyjazdowym meczu z Krylją Sowietow Samara. W lipcu 2018 zdobył z CSKA Superpuchar Rosji.
Latem 2020 Bijol został na rok wypożyczony do niemieckiego drugoligowego klubu Hannover 96. Swój debiut w Hannoverze zanotował 25 września 2019 w przegranym 1:2 wyjazdowym meczu z VfL Osnabrück.
| Sezon   | Klub             | Kraj     | Rozgrywki     | Mecze | Gole |
| ------- | ---------------- | -------- | ------------- | ----- | ---- |
| 2017/18 | NK Rudar Velenje | Słowenia | 1. SNL        | 30    | 3    |
| 2018/19 | CSKA Moskwa      | Rosja    | Priemjer-Liga | 23    | 4    |
| 2019/20 | CSKA Moskwa      | Rosja    | Priemjer-Liga | 25    | 1    |
| 2020/21 | CSKA Moskwa      | Rosja    | Priemjer-Liga | 5     | 0    |
| 2020/21 | Hannover 96      | Niemcy   | 2. Bundesliga | 30    | 0    |

## Kariera reprezentacyjna
Bijol w swojej karierze grał w młodzieżowych reprezentacjach Słowenii na szczeblach U-16, U-17, U-18, U-19 i U-21. W reprezentacji Słowenii zadebiutował 13 października 2018 w przegranym 0:1 meczu Ligi Narodów 2018/2019 z Norwegią, rozegranym w Oslo.